# Játék határok nélkül 2014
A Játék határok nélkül 2014 (illetve a többi részt vevő országban: Intervilles International vagy The Biggest Game Show of the World) az eredeti játék formátumán alapuló televíziós show-műsor és játékos sportverseny volt, melyben különböző országok szórakoztató formában mérettették meg csapataikat egymás ellen.
A Játék határok nélkült (franciául: Jeux sans frontières) 1965 és 1999 között rendezték meg. 2014-ben az MTVA csatlakozott az Intervilles International című műsorhoz, ami a Játék határok nélkül utódja. Viszont a magyar készítők megkapták a JHN név használati jogát, így hazánkban az eredeti címmel futott az új évad.
A műsor legfontosabb újítása az volt, hogy nem európai városok, hanem több kontinens országainak csapatai mérkőztek meg egymással. Azonban a nemzetközi jellegén túl abban is különbözött, hogy Magyarországon vették fel az egész évadot. A forgatások 2014 májusában zajlottak a budapesti Origo Filmstúdióban.
A játék lényege viszont ugyanaz maradt, mint eddig: a hat részt vevő csapat (Amerika, Egyiptom, Franciaország, Indonézia, Oroszország és Magyarország) versenyzőinek vicces ügyességi feladatokat kellett megoldania. A műsort Magyarországon az M1 vetítette szombat esténként, 20.20-tól. A műsorvezetők Varga Edit és Harsányi Levente, a kommentátor Gundel Takács Gábor volt.
A 13 fordulós játékot a magyar nyelvű változatban végül a magyar csapat nyerte, de más változat is készült.

## Előzmények

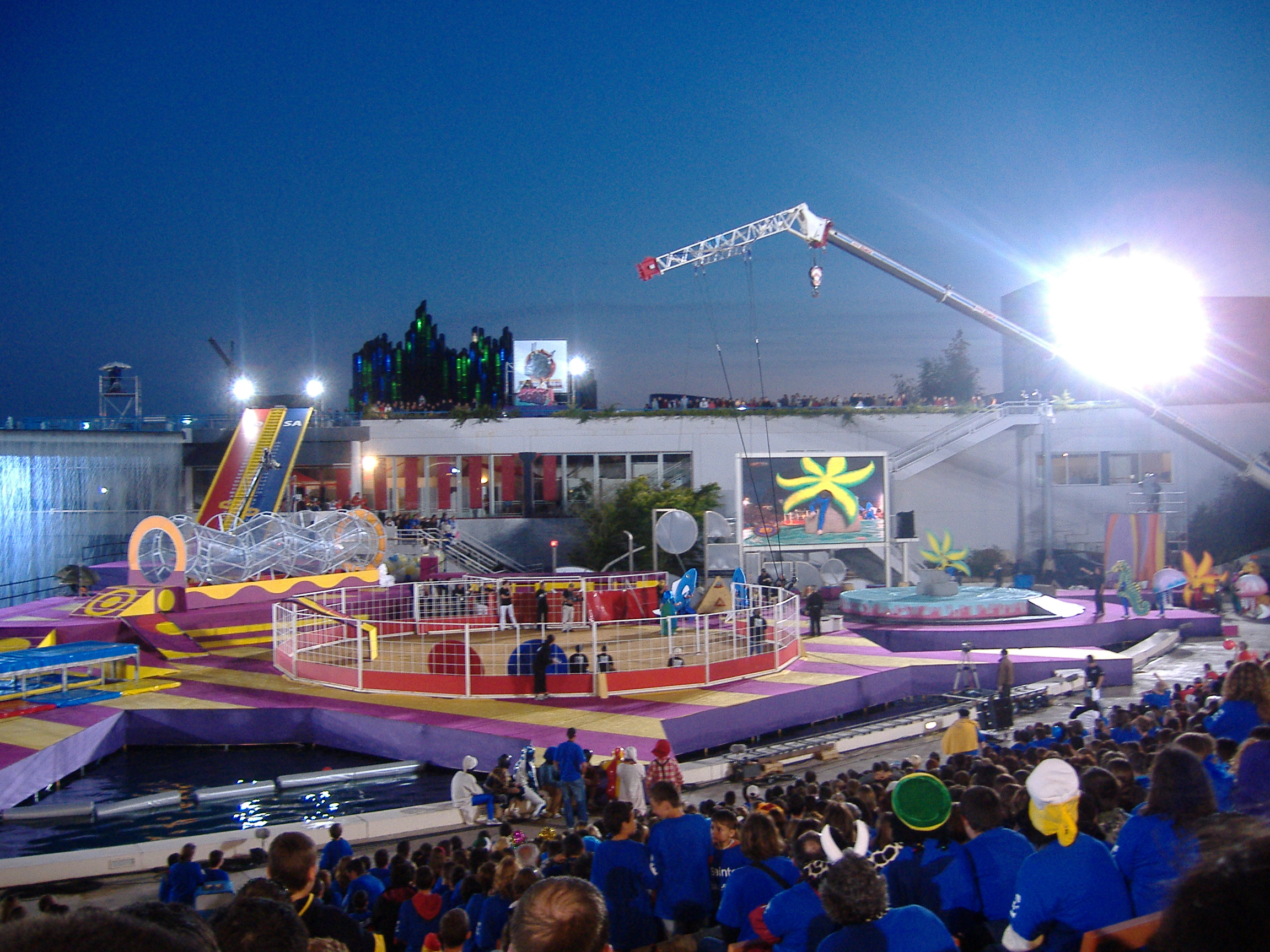
A francia Intervilles játék 2007-ben

A Játék határok nélkül 1965-ben indult, és egészen 1999-ig műsoron volt, amikor a súlyos anyagi költségek miatt, a legtöbb résztvevő kénytelen volt visszalépni, így a játékot a következő évben már nem tudták megrendezni.
A játék licencét birtokló Európai Műsorsugárzók Uniója (EBU) az elmúlt években többször is megpróbálta újraindítani a műsort, de ez – főleg pénzügyi okokra hivatkozva – nem valósulhatott meg.
A francia közszolgálati televízió viszont évek óta gyárt egy nagyon hasonló Intervilles című vetélkedőt (két francia város csapatával), és annak nemzetközi változatát a Intervilles International (2011 óta The Biggest Game Show of the World) címmel. A versenyeket eddig minden évben Franciaországban vették fel. Az Intervilles jogtulajdonosa és gyártója 1998-tól a Mistral Production. A cég 2005-ben a műsor nemzetközi változatának forgalmazásának jogát is megszerezte. 2006-ban megegyezett az Európai Műsorsugárzók Uniójával, egy „Spin-off Jeux Sans Frontières” koprodukció legyártására. Ugyanebben az évben az olasz Mediaset, a olasz közszolgálati televízióval, a RAI-val próbálta megszerezni a Intervilles International közvetítésének jogát. Viszont a „Játék határok nélkül” nevet az addigi szervező hozzájárulása nélkül senki sem használhatta.
2014-ben az MTVA csatlakozott az Intervilles International című műsorhoz, ami a Játék határok nélkül utódjának tekinthető. Tompa Tímea és Farkas József – a magyar csapatot válogató NuMuvee Hungary Kft. produkciós cég tulajdonosai – 2009 óta dolgoztak azon, hogy legyen magyar csapat a játékban, majd két év múltán jött az ötlet, hogy a forgatás Budapesten legyen. 2014-ben először forgattak egy Franciaországon kívüli helyszínen, de a műsor formátuma felett természetesen a francia székhelyű Mistral Production rendelkezik. Magyarországon a műsort Játék határok nélkül címmel sugározták, mivel az eredeti név használatáról a készítők korábban megállapodtak. A többi részt vevő országban Intervilles International illetve The Biggest Game Show of the World címmel futott a műsor.

## A helyszín
A megújuló játék forgatása egy héten át, 2014. május 13. és május 20. között délután és éjszaka zajlott. A 13 epizód felvétele Budapest XV. kerületében működő, magyar tulajdonban lévő Origo Filmstúdióban volt, ahol egy 6000 négyzetméteres zárt stúdióban vették fel az adásokat. A forgatáshoz 27 kamerát, 630 lámpát, 390 robotlámpát, 120 négyzetméternyi LED-falat, 880 ezer tonna vizet, 18 bikát és 900 jelmezt használtak. A műsor teljes díszletét Magyarországról szerezték be, a helyszínen dolgozók között fele-fele arányban voltak magyarok és franciák.

## Balesetek
A játék forgatása során több baleset is történt. Az egyik egyiptomi férfi egy bikás feladat közben sérült meg, amikor nekiesett egy díszletelemnek, az állat megrúgta és fejsérülést szenvedett. Ő megúszta könnyebb sérülésekkel, és még aznap visszatért a játékba. A bikás játékban egy másik baleset is történt. Az egyik bika áttörte a kör alakú, jól elzárt játéktér kordonját és beleesett az egyik medencébe. A nézők és a versenyzők ekkor nem kerültek veszélybe. Azonban az egyik bikaidomár, amikor a produkció két másik segítőjével együtt megpróbálta megfékezni az állatot, másfél métert zuhant az aréna pereméről, letarolva és megsebesítve ezzel az egyik francia producert, Yves Launoyt.
Az egyik magyar nő egy szörfözős feladat közben sérült meg, kiment a térde. Őt kórházba szállították, majd megműtötték.
A történtekről Lencsó Rita, az MTVA sajtófőnöke így nyilatkozott: „Balesetek egy ilyen típusú műsorban előfordulhatnak, de súlyos sérülések nem történtek a játékban. Természetesen a játékosok testi épségére a kezdetektől figyel a produkció. A játékosok protetkorai, védőfelszerelései megfelelőek voltak.”

## A részt vevő országok
A 2014-es játékon az alábbi hat ország vett részt. Az országok nevei mellett a csapatszínek találhatók, melyet a játékosok a jelmezükön is viseltek.
| – Az amerikai kontinens képviselői |
| – Egyiptom                         |
| – Franciaország                    |
| – Indonézia                        |
| – Magyarország                     |
| – Oroszország                      |

Az amerikai csapat tagjai Argentínából, Brazíliából, Kanadából és az Amerikai Egyesült Államokból érkeztek.
Franciaországot felváltva képviselte a dél- illetve az észak-franciaországi csapattagok.

## A magyar csapat
A Játék határok nélkül eredeti formátumához képest az a legfontosabb különbség az volt, hogy a megújult műsorban városok helyett országok csapatai küzdöttek egymással. A csapatok 48 főből álltak, azonban egyszerre csak 12-en (7 férfi, 5 nő) vehettek részt a játékban, így a versenyzők váltották egymást. A civilek mellett minden ország csapatában voltak híres emberek. Az MTVA fontosnak tartotta, hogy megbecsült, elismert hírességek szerepeljenek a műsorban, akikre méltán büszke a nemzet.
A magyar csapat tagjai:
| 1. Bereznai Gyula 2. Chamie Klaudia Gina 3. Dániel Gergő 4. Danka Miklós 5. Dávid Kornél 6. Demeter Amanda 7. Erdei Csilla 8. Fodor Ákos 9. Fodor Anna 10. Fűrész Márton 11. Horgas Péter 12. Horváth Kristóf | 1. Imre Géza 2. Juni Emese 3. Katus Attila 4. Kerényi Ádám 5. Kocsis Ábel 6. Kovács Balázs 7. Kovács Dóra 8. Kovács Nikolett 9. Kovacsik Rita 10. Kozmann György 11. Madár Zsuzsa 12. Marosi Ádám | 1. Máthé Barnabás 2. Meleg Dóra 3. Molnár Renáta 4. Mónos Viktor 5. Nagy Tamás 6. Nemesapáti Norbert 7. Pancsó Gergely 8. Pápista Ákos 9. Papp Dóra 10. Pintér Annamária 11. Pulai Imre 12. Puskás Peti | 1. Rippel Ferenc 2. Rippel Viktor 3. Schwarczinger Péter 4. Schwarczinger Csaba 5. Sebők Máté 6. Szabó Júlia 7. Szentváry-Lukács Miklós 8. Szőnyi Ferenc 9. Torba Zita 10. Torma Anett 11. Wittman Miklós 12. Zala György |

A csapat kapitánya Csapó Gábor olimpiai bajnok vízilabdázó volt.

## A verseny
A műsort francia nyelven vették fel, de az adások hossza minden országban eltérő volt. Minden országnak megvolt a saját műsorvezetője, kommentátora. A forgatások alatt remek hangulat volt a stúdióban, ezt mi sem bizonyítja, hogy az egyik francia műsorvezető, Joan Faggianelli például minden adásban kipróbálta, tesztelte a játékokat. Oroszországban két és fél órás műsort csináltak a produkcióból, miközben a magyar verzió nagyjából 75 perces volt és nem tartalmazott reklámszünetet. A két magyar házigazda szerepét Varga Edit és Harsányi Levente látta el. A kilencvenes évek szériájának műsorvezetője, Gundel Takács Gábor ezúttal kommentátorként szerepelt a műsorfolyamban. A műsort Magyarországon október 18-tól az M1 közvetítette szombat esténként főműsoridőben, 20.20-tól. A csatorna november 15-én Játék határok nélkül: A kulisszák mögött címmel egy riportműsort vetített, melyben a magyar játékosok, producerek, műsorvezetők emlékeztek vissza a felvételekre, kulisszatitkokat árultak el.
Az új játék logójában egy bikafej szerepelt. Ez nem volt véletlen, ugyanis az állat az előzetes beharangozó szerint hangsúlyos szerepet kapott a játékokban is, ugyanis adásonként kettő feladat a bikákhoz követhető.
Minden adásban hat játékelem szerepelt. Az adások végeredményei az első 5 játék pontjai alapján jött össze. A pontozás az alábbi módon történt: az első helyezett 6 pontot kapott, a második 5-öt, a harmadik 4-et, a negyedik 3-at, az ötödik 2-t, a hatodik pedig 1-et. Holtverseny esetén, az országok azonos pontszámokat kaptak. Az adott fordulót megnyerő csapat kapott 1 versenypontot, amit továbbvitt a döntőbe.
A hatodik feladat, az úgynevezett Bajnokok fala versenyen kívül, egy különdíjért zajlott. A mászófal lépcsőfokai azért voltak megszámozva, mert a csapatok különböző magasságokból kezdték feladatot, ezt az első 5 feladatban kapott pontok adták. Itt csak a győztes kapott 1 pontot, amit szintén továbbvitt ennek a játéknak a döntőjébe. Régebben ez a feladat is hozzátartozott a versenyhez, viszont egy szabálymódosítást kellett bevezetni a igazságos küzdelem érdekében.
A játékok között voltak kifejezetten Magyarországhoz kapcsolódóak is, például az egyikben a versenyzőknek Gundel palacsintát kellett készíteniük.
A csapatok általában egyesével, párosával vagy hármasával játszottak egymás ellen, kivéve az 5. feladatot, ami egy futamverseny, így ott az országok egyszerre küzdöttek meg a győzelemért.
A játéksorozat 13 fordulóból állt: a 11. és a 12. forduló az elődöntő, a 13. rész pedig a döntő volt. Az elődöntők győztesei 3, a döntő győztese 6 versenypontot kapott. A versenyt az az ország nyeri, mely a 13 adás során a legtöbb versenypontot gyűjtötte össze.
A verseny főbírója a svájci Olivier Grandjean volt.

## Adások

### 1. forduló
- Magyar sugárzás: 2014. október 18.
- Téma: nyaralás, vakáció
- Magyar játékosok: Fodor Ákos, Szentváry-Lukács Miklós, Zala György, Pulai Imre, Torba Zita, Máthé Barnabás, Demeter Amanda, Nemesapáti Norbert, Molnár Renáta, Kovács Dóra, Erdei Csilla, Mónos Viktor

| Helyezés | Ország        | Szín | Játékok | Játékok | Játékok | Játékok | Játékok | Összpontszám | Verseny pontok | Bajnokok fala |
| Helyezés | Ország        | Szín | 1.      | 2.      | 3.      | 4.      | 5.      | Összpontszám | Verseny pontok | Bajnokok fala |
| -------- | ------------- | ---- | ------- | ------- | ------- | ------- | ------- | ------------ | -------------- | ------------- |
| 1.       | Magyarország  |      | 4       | 6       | 6       | 3       | 6       | 25           | 1              | 0             |
| 2.       | Oroszország   |      | 3       | 6       | 4       | 5       | 5       | 23           | 0              | 1             |
| 3.       | Amerika       |      | 6       | 3       | 4       | 5       | 3       | 21           | 0              | 0             |
| 4.       | Indonézia     |      | 3       | 2       | 6       | 6       | 2       | 19           | 0              | 0             |
| 5.       | Egyiptom      |      | 5       | 6       | 4       | 1       | 1       | 17           | 0              | 0             |
| 6.       | Franciaország |      | 3       | 2       | 4       | 3       | 4       | 16           | 0              | 0             |

### 2. forduló
- Magyar sugárzás: 2014. október 25.
- Téma: buli, szórakozás
- Magyar játékosok: Kovács Dóra, Sebők Máté, Danka Miklós, Wittman Miklós, Máthé Barnabás, Fűrész Márton, Kovacsik Rita, Fodor Ákos, Kozmann György, Bereznai Gyula, Papp Dóra

| Helyezés | Ország        | Szín | Játékok | Játékok | Játékok | Játékok | Játékok | Összpontszám | Verseny pontok | Bajnokok fala |
| Helyezés | Ország        | Szín | 1.      | 2.      | 3.      | 4.      | 5.      | Összpontszám | Verseny pontok | Bajnokok fala |
| -------- | ------------- | ---- | ------- | ------- | ------- | ------- | ------- | ------------ | -------------- | ------------- |
| 1.       | Oroszország   |      | 6       | 6       | 5       | 3       | 6       | 26           | 1              | 1             |
| 2.       | Magyarország  |      | 5       | 6       | 2       | 6       | 2       | 21           | 0              | 0             |
| 2.       | Egyiptom      |      | 5       | 2       | 6       | 5       | 3       | 21           | 0              | 0             |
| 3.       | Indonézia     |      | 3       | 1       | 4       | 4       | 4       | 16           | 0              | 0             |
| 4.       | Franciaország |      | 2       | 6       | 1       | 1       | 5       | 15           | 0              | 0             |
| 5.       | Amerika       |      | 2       | 6       | 3       | 2       | 1       | 14           | 0              | 0             |

### 3. forduló
A harmadik forduló magyar sugárzási időpontja mindenszentek napjára esett volna, így egy héttel csúsztatták.
- Magyar sugárzás: 2014. november 8.
- Téma: mindennapok teendői
- Magyar játékosok: Danka Miklós, Mónos Viktor, Wittman Miklós, Szentváry-Lukács Miklós, Schwarczinger Csaba, Fűrész Márton, Szőnyi Ferenc, Torba Zita, Chamie Klaudia Gina, Szabó Júlia, Erdei Csilla, Nemesapáti Norbert, Kovács Dóra, Kocsis Ábel

| Helyezés | Ország        | Szín | Játékok | Játékok | Játékok | Játékok | Játékok | Összpontszám | Verseny pontok | Bajnokok fala |
| Helyezés | Ország        | Szín | 1.      | 2.      | 3.      | 4.      | 5.      | Összpontszám | Verseny pontok | Bajnokok fala |
| -------- | ------------- | ---- | ------- | ------- | ------- | ------- | ------- | ------------ | -------------- | ------------- |
| 1.       | Magyarország  |      | 6       | 3       | 3       | 6       | 6       | 24           | 1              | 0             |
| 2.       | Egyiptom      |      | 2       | 5       | 6       | 5       | 5       | 23           | 0              | 0             |
| 3.       | Franciaország |      | 5       | 4       | 2       | 5       | 3       | 19           | 0              | 0             |
| 4.       | Amerika       |      | 4       | 2       | 5       | 2       | 4       | 17           | 0              | 0             |
| 5.       | Oroszország   |      | 3       | 6       | 1       | 5       | 1       | 16           | 0              | 1             |
| 6.       | Indonézia     |      | 1       | 1       | 4       | 2       | 2       | 10           | 0              | 0             |

### 4. forduló
- Magyar sugárzás: 2014. november 15.
- Téma: sportok
- Magyar játékosok: Fodor Ákos, Bereznai Gyula, Sebők Máté, Pintér Annamária, Schwarczinger Csaba, Dániel Gergő, Kovács Dóra, Kovacsik Rita, Torba Zita, Szabó Júlia, Puskás Peti, Kovács Balázs, Schwarczinger Péter

| Helyezés | Ország        | Szín | Játékok | Játékok | Játékok | Játékok | Játékok | Összpontszám | Verseny pontok | Bajnokok fala |
| Helyezés | Ország        | Szín | 1.      | 2.      | 3.      | 4.      | 5.      | Összpontszám | Verseny pontok | Bajnokok fala |
| -------- | ------------- | ---- | ------- | ------- | ------- | ------- | ------- | ------------ | -------------- | ------------- |
| 1.       | Franciaország |      | 5       | 3       | 6       | 6       | 6       | 26           | 1              | 1             |
| 2.       | Magyarország  |      | 6       | 5       | 5       | 4       | 5       | 25           | 0              | 0             |
| 3.       | Oroszország   |      | 2       | 6       | 2       | 5       | 1       | 16           | 0              | 0             |
| 3.       | Amerika       |      | 4       | 3       | 5       | 2       | 2       | 16           | 0              | 0             |
| 3.       | Indonézia     |      | 1       | 5       | 3       | 3       | 4       | 16           | 0              | 0             |
| 4.       | Egyiptom      |      | 4       | 3       | 2       | 1       | 3       | 13           | 0              | 0             |

### 5. forduló
- Magyar sugárzás: 2014. november 22.
- Téma: vendéglátás, gasztronómia
- Magyar játékosok: Danka Miklós, Szentváry-Lukács Miklós, Sebők Máté, Wittman Miklós, Erdei Csilla, Torma Anett, Torba Zita, Demeter Amanda, Rippel Ferenc, Rippel Viktor, Schwarczinger Csaba, Pintér Annamária, Bereznai Gyula, Kovács Balázs

| Helyezés | Ország        | Szín | Játékok | Játékok | Játékok | Játékok | Játékok | Összpontszám | Verseny pontok | Bajnokok fala |
| Helyezés | Ország        | Szín | 1.      | 2.      | 3.      | 4.      | 5.      | Összpontszám | Verseny pontok | Bajnokok fala |
| -------- | ------------- | ---- | ------- | ------- | ------- | ------- | ------- | ------------ | -------------- | ------------- |
| 1.       | Magyarország  |      | 4       | 5       | 1       | 4       | 6       | 20           | 1              | 0             |
| 1.       | Egyiptom      |      | 6       | 3       | 4       | 6       | 1       | 20           | 1              | 0             |
| 2.       | Indonézia     |      | 6       | 3       | 3       | 4       | 3       | 19           | 0              | 1             |
| 3.       | Amerika       |      | 4       | 1       | 2       | 6       | 5       | 18           | 0              | 0             |
| 3.       | Franciaország |      | 2       | 5       | 5       | 2       | 4       | 18           | 0              | 0             |
| 3.       | Oroszország   |      | 2       | 6       | 6       | 2       | 2       | 18           | 0              | 1             |

### 6. forduló
- Magyar sugárzás: 2014. november 29.
- Téma: nyaralás, vakáció
- Magyar játékosok: Danka Miklós, Mónos Viktor, Kovács Balázs, Chamie Klaudia Gina, Szentváry-Lukács Miklós, Molnár Renáta, Wittman Miklós, Imre Géza, Erdei Csilla, Demeter Amanda, Juni Emese, Dániel Gergő

| Helyezés | Ország        | Szín | Játékok | Játékok | Játékok | Játékok | Játékok | Összpontszám | Verseny pontok | Bajnokok fala |
| Helyezés | Ország        | Szín | 1.      | 2.      | 3.      | 4.      | 5.      | Összpontszám | Verseny pontok | Bajnokok fala |
| -------- | ------------- | ---- | ------- | ------- | ------- | ------- | ------- | ------------ | -------------- | ------------- |
| 1.       | Indonézia     |      | 2       | 6       | 5       | 6       | 5       | 24           | 1              | 0             |
| 2.       | Franciaország |      | 6       | 5       | 5       | 5       | 1       | 22           | 0              | 0             |
| 3.       | Oroszország   |      | 3       | 3       | 5       | 3       | 6       | 20           | 0              | 1             |
| 4.       | Magyarország  |      | 2       | 4       | 6       | 3       | 4       | 19           | 0              | 0             |
| 5.       | Amerika       |      | 5       | 1       | 2       | 5       | 2       | 15           | 0              | 0             |
| 6.       | Egyiptom      |      | 5       | 3       | 2       | 1       | 3       | 14           | 0              | 0             |

### 7. forduló
- Magyar sugárzás: 2014. december 6.
- Téma: buli, szórakozás
- Magyar játékosok: Kovács Nikolett, Pancsó Gergely, Kovács Balázs, Dániel Gergő, Dávid Kornél, Juni Emese, Wittman Miklós, Pápista Ákos, Pintér Annamária, Sebők Máté, Mónos Viktor, Danka Miklós

| Helyezés | Ország        | Szín | Játékok | Játékok | Játékok | Játékok | Játékok | Összpontszám | Verseny pontok | Bajnokok fala |
| Helyezés | Ország        | Szín | 1.      | 2.      | 3.      | 4.      | 5.      | Összpontszám | Verseny pontok | Bajnokok fala |
| -------- | ------------- | ---- | ------- | ------- | ------- | ------- | ------- | ------------ | -------------- | ------------- |
| 1.       | Franciaország |      | 5       | 4       | 3       | 6       | 5       | 23           | 1              | 0             |
| 2.       | Egyiptom      |      | 4       | 4       | 6       | 4       | 4       | 22           | 0              | 0             |
| 3.       | Oroszország   |      | 6       | 6       | 6       | 1       | 2       | 21           | 0              | 1             |
| 4.       | Magyarország  |      | 4       | 5       | 6       | 2       | 3       | 20           | 0              | 0             |
| 5.       | Indonézia     |      | 2       | 1       | 1       | 5       | 6       | 15           | 0              | 0             |
| 6.       | Amerika       |      | 2       | 2       | 1       | 3       | 1       | 10           | 0              | 0             |

A versenybíróság a 3. játék közben úgy döntött, hogy felfüggesztik és leállítják a feladatot a versenyzők testi épsége megőrzése érdekében. Így az adott feladatban az első helyen hármas holtverseny alakult ki, mivel az egyiptomi, az orosz és magyar versenyző még versenyben volt a leállítás pillanatában. Az ellenfél akadályozására hivatkozva a 4. játék közben kizárták az egyik francia versenyzőt, így másik kettő játékosnak kellett befejeznie a feladatot. Ennek ellenére a franciák megnyerték a játékot.

### 8. forduló
A nyolcadik forduló magyar sugárzási időpontja december 13-án lett volna, azonban helyette az M1 2014-es női kézilabda-Európa-bajnokság Magyarország–Románia középdöntős mérkőzését közvetítette. A Játék határok nélkül nyolcadik része egy héttel később, december 20-án került képernyőre.
- Magyar sugárzás: 2014. december 20.
- Téma: mindennapok teendői
- Magyar játékosok: Fűrész Márton, Bereznai Gyula, Sebők Máté, Wittman Miklós, Erdei Csilla, Szabó Júlia, Meleg Dóra, Horváth Kristóf, Marosi Ádám, Máthé Barnabás, Demeter Amanda, Nagy Tamás

| Helyezés | Ország        | Szín | Játékok | Játékok | Játékok | Játékok | Játékok | Összpontszám | Verseny pontok | Bajnokok fala |
| Helyezés | Ország        | Szín | 1.      | 2.      | 3.      | 4.      | 5.      | Összpontszám | Verseny pontok | Bajnokok fala |
| -------- | ------------- | ---- | ------- | ------- | ------- | ------- | ------- | ------------ | -------------- | ------------- |
| 1.       | Franciaország |      | 6       | 6       | 1       | 6       | 2       | 21           | 1              | 0             |
| 2.       | Magyarország  |      | 3       | 3       | 6       | 1       | 6       | 19           | 0              | 0             |
| 2.       | Indonézia     |      | 1       | 4       | 4       | 5       | 5       | 19           | 0              | 0             |
| 3.       | Egyiptom      |      | 4       | 5       | 3       | 5       | 1       | 18           | 0              | 0             |
| 4.       | Amerika       |      | 5       | 1       | 5       | 3       | 3       | 17           | 0              | 0             |
| 5.       | Oroszország   |      | 2       | 2       | 2       | 3       | 4       | 13           | 0              | 1             |

### 9. forduló
- Magyar sugárzás: 2014. december 27.
- Téma: sportok
- Magyar játékosok: Schwarczinger Péter, Schwarczinger Csaba, Dániel Gergő, Kovács Nikolett, Fodor Anna, Torba Zita, Farkas Szabolcs, Juni Emese, Pápista Ákos, Torma Anett, Fűrész Márton, Kovács Balázs, Pintér Annamária, Bereznai Gyula, Zala György

| Helyezés | Ország        | Szín | Játékok | Játékok | Játékok | Játékok | Játékok | Összpontszám | Verseny pontok | Bajnokok fala |
| Helyezés | Ország        | Szín | 1.      | 2.      | 3.      | 4.      | 5.      | Összpontszám | Verseny pontok | Bajnokok fala |
| -------- | ------------- | ---- | ------- | ------- | ------- | ------- | ------- | ------------ | -------------- | ------------- |
| 1.       | Magyarország  |      | 6       | 4       | 6       | 6       | 3       | 25           | 1              | 0             |
| 2.       | Oroszország   |      | 1       | 6       | 4       | 3       | 6       | 20           | 0              | 1             |
| 3.       | Amerika       |      | 4       | 4       | 1       | 6       | 4       | 19           | 0              | 0             |
| 4.       | Indonézia     |      | 2       | 5       | 4       | 2       | 5       | 18           | 0              | 0             |
| 5.       | Egyiptom      |      | 5       | 4       | 5       | 1       | 1       | 16           | 0              | 0             |
| 6.       | Franciaország |      | 3       | 4       | 2       | 4       | 2       | 15           | 0              | 0             |

### 10. forduló
- Magyar sugárzás: 2015. január 3.
- Téma: vendéglátás, gasztronómia
- Magyar játékosok: Danka Miklós, Juni Emese, Marosi Ádám, Szabó Júlia, Szentváry-Lukács Miklós, Rippel Viktor, Rippel Ferenc, Schwarczinger Péter, Schwarczinger Csaba, Meleg Dóra, Pápista Ákos, Wittman Miklós, Horváth Kristóf

| Helyezés | Ország        | Szín | Játékok | Játékok | Játékok | Játékok | Játékok | Összpontszám | Verseny pontok | Bajnokok fala |
| Helyezés | Ország        | Szín | 1.      | 2.      | 3.      | 4.      | 5.      | Összpontszám | Verseny pontok | Bajnokok fala |
| -------- | ------------- | ---- | ------- | ------- | ------- | ------- | ------- | ------------ | -------------- | ------------- |
| 1.       | Egyiptom      |      | 4       | 4       | 5       | 5       | 6       | 24           | 1              | 0             |
| 2.       | Amerika       |      | 5       | 2       | 6       | 6       | 4       | 23           | 0              | 1             |
| 3.       | Oroszország   |      | 2       | 4       | 3       | 4       | 5       | 18           | 0              | 0             |
| 4.       | Franciaország |      | 4       | 6       | 2       | 2       | 3       | 17           | 0              | 0             |
| 5.       | Magyarország  |      | 2       | 6       | 1       | 4       | 1       | 14           | 0              | 0             |
| 5.       | Indonézia     |      | 6       | 1       | 4       | 1       | 2       | 14           | 0              | 0             |

### 11. forduló
A 11. forduló az 1. elődöntő volt, az epizódgyőztes 3 versenypontot kapott.
- Magyar sugárzás: 2015. január 10.
- Téma: szerelem, házasság
- Magyar játékosok: Danka Miklós, Mónos Viktor, Katus Attila, Wittman Miklós, Pintér Annamária, Chamie Gina, Dániel Gergő, Szentváry-Lukács Miklós, Sebők Máté, Kovács Dóra, Erdei Csilla, Molnár Renáta, Pancsó Gergely

| Helyezés | Ország        | Szín | Játékok | Játékok | Játékok | Játékok | Játékok | Összpontszám | Verseny pontok | Bajnokok fala |
| Helyezés | Ország        | Szín | 1.      | 2.      | 3.      | 4.      | 5.      | Összpontszám | Verseny pontok | Bajnokok fala |
| -------- | ------------- | ---- | ------- | ------- | ------- | ------- | ------- | ------------ | -------------- | ------------- |
| 1.       | Oroszország   |      | 6       | 5       | 4       | 5       | 5       | 25           | 3              | 1             |
| 2.       | Egyiptom      |      | 4       | 2       | 6       | 4       | 6       | 22           | 0              | 0             |
| 3.       | Magyarország  |      | 2       | 6       | 3       | 6       | 3       | 20           | 0              | 0             |
| 4.       | Franciaország |      | 5       | 3       | 5       | 4       | 2       | 19           | 0              | 0             |
| 5.       | Amerika       |      | 2       | 5       | 2       | 1       | 4       | 14           | 0              | 0             |
| 6.       | Indonézia     |      | 4       | 2       | 1       | 4       | 2       | 13           | 0              | 0             |

### 12. forduló
A 12. forduló a 2. elődöntő volt, az epizódgyőztes 3 versenypontot kapott.
- Magyar sugárzás: 2015. január 17.
- Téma: sztárok világa
- Magyar játékosok: Danka Miklós, Szentváry-Lukács Miklós, Pintér Annamária, Chamie Gina, Wittman Miklós, Katus Attila, Dániel Gergő, Demeter Amanda, Mónos Viktor, Nagy Tamás, Bereznai Gyula, Schwarczinger Csaba, Kovács Dóra, Erdei Csilla, Torma Anett, Madár Zsuzsa, Sebők Máté

| Helyezés | Ország        | Szín | Játékok | Játékok | Játékok | Játékok | Játékok | Összpontszám | Verseny pontok | Bajnokok fala |
| Helyezés | Ország        | Szín | 1.      | 2.      | 3.      | 4.      | 5.      | Összpontszám | Verseny pontok | Bajnokok fala |
| -------- | ------------- | ---- | ------- | ------- | ------- | ------- | ------- | ------------ | -------------- | ------------- |
| 1.       | Magyarország  |      | 5       | 6       | 6       | 5       | 6       | 28           | 3              | 0             |
| 2.       | Amerika       |      | 5       | 6       | 3       | 5       | 5       | 24           | 0              | 0             |
| 3.       | Indonézia     |      | 5       | 3       | 6       | 5       | 3       | 22           | 0              | 0             |
| 4.       | Egyiptom      |      | 2       | 3       | 6       | 6       | 4       | 21           | 0              | 0             |
| 5.       | Franciaország |      | 6       | 3       | 3       | 5       | 1       | 18           | 0              | 0             |
| 6.       | Oroszország   |      | 2       | 4       | 3       | 5       | 2       | 16           | 0              | 1             |

### 13. forduló
A 13. forduló a döntő volt, az epizódgyőztes 6 versenypontot kapott.
- Magyar sugárzás: 2015. január 18.
- Téma: legjobb játékok egyvelege
- Magyar játékosok: Pintér Annamária, Molnár Renáta, Torba Zita, Máthé Barnabás, Fűrész Márton, Szentváry-Lukács Miklós

| Helyezés | Ország        | Szín | Játékok | Játékok | Játékok | Játékok | Játékok | Összpontszám | Verseny pontok | Bajnokok fala |
| Helyezés | Ország        | Szín | 1.      | 2.      | 3.      | 4.      | 5.      | Összpontszám | Verseny pontok | Bajnokok fala |
| -------- | ------------- | ---- | ------- | ------- | ------- | ------- | ------- | ------------ | -------------- | ------------- |
| 1.       | Magyarország  |      | 6       | 4       | 6       | 1       | 6       | 23           | 6              | 0             |
| 2.       | Indonézia     |      | 6       | 2       | 5       | 4       | 5       | 22           | 0              | 0             |
| 3.       | Oroszország   |      | 4       | 6       | 2       | 5       | 4       | 21           | 0              | 1             |
| 4.       | Franciaország |      | 1       | 3       | 4       | 6       | 4       | 18           | 0              | 0             |
| 5.       | Amerika       |      | 2       | 5       | 4       | 2       | 2       | 15           | 0              | 0             |
| 6.       | Egyiptom      |      | 3       | 2       | 2       | 3       | 1       | 10           | 0              | 0             |

Az 5. játék utolsó futamából a versenybíróság kizárta az orosz versenyzőt, mivel szabálytalan volt. Így a játékot a magyar csapat nyerte.

## Eredmények összesítése
A játéksorozat végeredménye az egyes fordulók győzelmeiért kapott verseny pontok összegéből állt össze. A műsor magyar változata során a legtöbb versenypontot a magyar csapat gyűjtötte össze, így Magyarország győzelmével zárult a döntő. Az orosz és francia műsor ettől eltér.

### Játékok bajnoka (Bajnokok falanélkül)
| Helyezés | Ország        | 1. forduló | 2. forduló | 3. forduló | 4. forduló | 5. forduló | 6. forduló | 7. forduló | 8. forduló | 9. forduló | 10. forduló | 11. forduló | 12. forduló | 13. forduló | Összesen |
| -------- | ------------- | ---------- | ---------- | ---------- | ---------- | ---------- | ---------- | ---------- | ---------- | ---------- | ----------- | ----------- | ----------- | ----------- | -------- |
| 1.       | Magyarország  | 1          |            | 1          |            | 1          |            |            |            | 1          |             |             | 3           | 6           | 13       |
| 2.       | Oroszország   |            | 1          |            |            |            |            |            |            |            |             | 3           |             |             | 4        |
| 3.       | Franciaország |            |            |            | 1          |            |            | 1          | 1          |            |             |             |             |             | 3        |
| 4.       | Egyiptom      |            |            |            |            | 1          |            |            |            |            | 1           |             |             |             | 2        |
| 5.       | Indonézia     |            |            |            |            |            | 1          |            |            |            |             |             |             |             | 1        |
| 6.       | Amerika       |            |            |            |            |            |            |            |            |            |             |             |             |             | 0        |

### Bajnokok falabajnoka
A Bajnokok fala elnevezésű játék bajnoka az orosz csapat lett. A 13 adás során összesen tizenegyszer nyerték meg ezt a versenyszámot.
| Helyezés | Ország        | Összesen |
| -------- | ------------- | -------- |
| 1.       | Oroszország   | 11       |
| 2.       | Franciaország | 1        |
| 2.       | Indonézia     | 1        |
| 2.       | Amerika       | 1        |
| 3.       | Magyarország  | 0        |
| 3.       | Egyiptom      | 0        |

## Nemzetközi közvetítések
| Ország           | A műsor helyi címe                 | Premier vetítés      | Műsorvezető                           | Közvetítő csatorna   |
| ---------------- | ---------------------------------- | -------------------- | ------------------------------------- | -------------------- |
| Brazília         | Nem volt közvetítés!               | Nem volt közvetítés! | Vincent Leclerc                       | Nem volt közvetítés! |
| Egyesült Államok | Nem volt közvetítés!               | Nem volt közvetítés! | Vincent Leclerc                       | Nem volt közvetítés! |
| Kanada           | Nem volt közvetítés!               | Nem volt közvetítés! | Vincent Leclerc                       | Nem volt közvetítés! |
| Egyiptom         | The Biggest Game Show in the World | 2014. szeptember 5.  | Dalia Buhairi                         | MBC                  |
| Franciaország    | Intervilles International          | 2014. szeptember 6.  | Cécile de Ménibus és Joan Faggianelli | Gulli                |
| Indonézia        | The Biggest Game Show in the World | 2014. augusztus 25.  | Arie Untung                           | RCTI                 |
| Magyarország     | Játék határok nélkül               | 2014. október 18.    | Varga Edit és Harsányi Levente        | M1                   |
| Oroszország      | The Big Race                       | 2014. szeptember 14. | Dmitrij Nagiyev és Cyril Nabutov      | Pervij Kanal         |

Franciaországban és Oroszországban úgy vetítették a sorozatot, hogy a falkirály volt a tulajdonképpeni játék, és az előtte játszott fordulók csak azt döntötték el, hogy ki milyen magasról indulhat. Az ő változatukban nem Magyarország nyerte meg a játékok felét és a döntőt, hanem szinte mindig Oroszország volt a győztes.

## Nézettség
Az alábbi táblázat a műsor magyar nézettségét mutatja. A 4+-os adatok a teljes lakosságra, a 18–59-es adatok a célközönségre vonatkoznak.
| Adás        | Sugárzás                             | Teljes lakosság (4+) | Teljes lakosság (4+) | Teljes lakosság (4+) | Célközönség (18–59) | Célközönség (18–59) | Célközönség (18–59) | Forrás |
| Adás        | Sugárzás                             | AMR (fő)             | SHR (%)              | Heti helyezés        | AMR (fő)            | SHR (%)             | Heti helyezés       | Forrás |
| ----------- | ------------------------------------ | -------------------- | -------------------- | -------------------- | ------------------- | ------------------- | ------------------- | ------ |
| 1. forduló  | 2014. október 18., szombat 20:25     | 617 011              | 12,7                 | 13.                  | 379 834             | 13,4                | 12.                 | [ 29 ] |
| 2. forduló  | 2014. október 25., szombat 20:25     | 722 531              | 14,7                 | 15.                  | 430 296             | 15,2                | 16.                 | [ 30 ] |
| 3. forduló  | 2014. november 8., szombat 20:25[a]  | 570 835              | 12,3                 | 14.                  | 330 581             | 12,2                | 13.                 | [ 31 ] |
| 4. forduló  | 2014. november 15., szombat 20:25    | 526 606              | 11,2                 | 17.                  | 262 333             | 9,7                 | 22.                 | [ 32 ] |
| 5. forduló  | 2014. november 22., szombat 20:25    | 611 434              | 13,0                 | 18.                  | 327 739             | 12,0                | 19.                 | [ 33 ] |
| 6. forduló  | 2014. november 29., szombat 20:25    | 606 562              | 12,9                 | 18.                  | 312 569             | 11,7                | 19.                 | [ 34 ] |
| 7. forduló  | 2014. december 6., szombat 20:25     | 518 288              | 11,2                 | 20.                  | 253 238             | 9,7                 | 23.                 | [ 35 ] |
| 8. forduló  | 2014. december 20., szombat 20:25[b] | 462 966              | 10,1                 | 21.                  | 204 032             | 8,1                 | 29.                 | [ 36 ] |
| 9. forduló  | 2014. december 27., szombat 20:25    | 448 000              | 9,6                  | N/A                  | 116 000             | 6,4                 | N/A                 | [ 37 ] |
| 10. forduló | 2015. január 3., szombat 20:25       | 495 000              | 10,1                 | N/A                  | 162 000             | 8,3                 | N/A                 | [ 38 ] |
| 11. forduló | 2015. január 10., szombat 20:25      | 516 120              | 11,4                 | 21.                  | 131 000             | 7,3                 | N/A                 | [ 39 ] |
| 12. forduló | 2015. január 17., szombat 20:25      | 638 482              | 14,0                 | 16.                  | 279 609             | 10,7                | 20.                 | [ 40 ] |
| 13. forduló | 2015. január 18., vasárnap 20:25     | 520 000              | 10,4                 | N/A                  | 161 000             | 8,0                 | N/A                 | [ 41 ] |

↑ a: A 3. forduló sugárzási időpontja mindenszentek napjára esett volna, így egy héttel csúsztatták.
↑ b: A 8. forduló sugárzási időpontját egy héttel csúsztatták, mivel az eredeti időpontban a 2014-es női kézilabda-Európa-bajnokság középdöntős meccsét közvetítették.
A műsor első adását az M1 20:20-tól 21:50-ig sugározta. A műsor annak ellenére hozott viszonylag jó nézettségi adatokat, hogy ebben az idősávban ellene az RTL Klubon a X-Faktor ötödik évadjának első élő show-ja ment, ezért érdekes programming-döntés volt az M1-től a szombati sugárzás. A magyar csapat első fordulós győzelmét 617 ezren nézték végig, a műsorba 1,4 millióan néztek bele, mely kiemelkedőnek számít a csatornán. Az M1 heti ranglistáján második helyezést ért el, csak a magyar győzelmet hozó Magyarország–Feröer Eb-selejtező ért el jobb eredményt nála.

## Fogadtatása
A műsor eleinte vegyes visszhangot kapott, mivel ez a játék jelentősen eltér a kilencvenes évekbeli változattól. A nézők akarva vagy akaratlanul az újat a régihez hasonlították, valamint sokak a műsorban szereplő bikákat is féltették a játéktól. A comment:com internetes oldal szerint nemcsak az eredeti Játék határok nélkül szűnt meg, hanem valójában annak páneurópai bája is, és valójában az eredeti produkció már nem tudna újraindulni. A legtöbb oldal pozitívumként emelte ki Gundel Takács Gábor kommentárjait és a műsorvezetőket, Varga Editet és Harsányi Leventét is.

## Készítése
A műsor elkészítése az MTVA-nak részenként közel 3,5 millió forintba, összesen pedig 45 millió forintba került.

## Térkép

A részt vevő országok